# Gyaritus indicus
Gyaritus indicus är en skalbaggsart som beskrevs av Stefan von Breuning 1938. Gyaritus indicus ingår i släktet Gyaritus och familjen långhorningar.
Artens utbredningsområde är Sri Lanka. Inga underarter finns listade i Catalogue of Life.